# Mitteniaceae
Mitteniaceae là một họ rêu trong bộ Pottiales.